# Piratenpartei Griechenlands
Die Piratenpartei Griechenlands (griechisch Κόμμα Πειρατών Ελλάδας, Komma Piraton Elladas) ist eine politische Partei in Griechenland. Sie ist Teil der internationalen Piratenparteibewegung. Sie spricht sich für die Reform des Urheber- und Verwertungsrechts, der Abschaffung von Patenten und dem Schutz privater Daten aus.
Die Partei hat keinen Vorsitzenden, sondern wird von einem Lenkungsausschuss mit sieben Mitgliedern geführt.

## Geschichte
Die Partei wurde am 14. Januar 2012 nach fünf Monaten Vorbereitungszeit unter anderem von Giorgio Mariotti gegründet. Am 10. Februar 2012 wurde sie offiziell registriert und hatte zu diesem Zeitpunkt 480 Mitglieder. Stand 17. Mai 2014 hatte die Piratenpartei 1164 Mitglieder. Auf dem Kongress am 8. Dezember 2013 wurden die Prinzipien der direkten Demokratie und Ökologie gestrichen. Der Kongressbericht 2013 wurde nicht veröffentlicht. Heute hat die Partei ungefähr 20–25 aktive Mitglieder.
Am 15. April 2012 trat die Partei der Pirate Parties International bei. Sie beteiligte sich Ende 2013 an der Gründung der Europäischen Piratenpartei.

### Spaltung
Im Laufe des Jahres 2013 kam es zum Austritt mehrerer Gründungsmitglieder und Mitgliedern des Lenkungsausschusses, unter anderem von Giorgio Mariotti und Michalis Petropoulos. Diese begründeten ihren Austritt damit, dass „Machenschaften des alten Systems die Partei gekapert“ hätten. Sie gründeten eine neue Bewegung namens ΣΥΜΜΑΧΙΑ ΑΜΕΣΟΔΗΜΟΚΡΑΤΩΝ - Αμεσοδημοκρατικό Κίνημα Ελλάδας (SYMA - Bewegung für direkte Demokratie Griechenland).

## Wahlen
Die Piratenpartei trat bei der Parlamentswahl in Griechenland am 6. Mai 2012 in 31 der 56 Wahlkreisen an und erreichte landesweit 0,51 %. Bei der Wahl im Juni 2013 kam sie auf 0,23 %.
Bei der Europawahl am 25. Mai 2014 trat die Partei gemeinsam mit der im Europaparlament vertretenen Partei Ikologi Prasini (Ökologen Grüne) an.
Sie erreichten gemeinsam ein Ergebnis von 0,9 %.

## Belege
1. ↑  Programm (griechisch)
2. ↑  Webseite der Piratenpartei Griechenlands
3. ↑  Tagesspiegel: Piraten für Griechenland gesucht
4. ↑  Tagesspiegel Griechenlands Piraten steuern in Richtung Parlament
5. ↑  GR Reporter Greek: pirates willing to "sail" in the local political ocean
6. ↑  Piratenpartei Deutschland Piratenpartei Griechenland nun offiziell politische Partei (Memento vom 11. Februar 2012 im Internet Archive)
7. ↑   http://forum.pirateparty.gr/viewtopic.php?f=11&t=8153
8. ↑  https://translate.google.gr/translate?hl=el&sl=el&tl=fr&u=http%3A%2F%2Fforum.pirateparty.gr%2Fviewtopic.php%3Ff%3D11%26t%3D8153
9. ↑  Piratenpartei Griechenland Wiki
10. ↑  Pressfree.net Mariotti´s Piratenlogbuch
11. ↑  Το κουτί της Πανδώρας (griechisch) (Memento des Originals vom 2. November 2013 im Internet Archive)  Info: Der Archivlink wurde automatisch eingesetzt und noch nicht geprüft. Bitte prüfe Original- und Archivlink gemäß Anleitung und entferne dann diesen Hinweis.
12. ↑  enikos.gr (Memento des Originals vom 17. Dezember 2013 im Internet Archive)  Info: Der Archivlink wurde automatisch eingesetzt und noch nicht geprüft. Bitte prüfe Original- und Archivlink gemäß Anleitung und entferne dann diesen Hinweis.
13. ↑  Webseite der "SYMA" (Memento des Originals vom 10. November 2016 im Internet Archive)  Info: Der Archivlink wurde automatisch eingesetzt und noch nicht geprüft. Bitte prüfe Original- und Archivlink gemäß Anleitung und entferne dann diesen Hinweis.
14. ↑  zougla.gr
15. ↑  tovima.gr Οι «Πειρατές» έφτασαν και στην Ελλάδα
16. ↑  Τα Νεα-online (griechisch)
17. ↑  on-news.gr (Memento des Originals vom 26. April 2014 im Internet Archive)  Info: Der Archivlink wurde automatisch eingesetzt und noch nicht geprüft. Bitte prüfe Original- und Archivlink gemäß Anleitung und entferne dann diesen Hinweis.
18. ↑  ekloges.ypes.gr (Memento des Originals vom 27. Mai 2014 im Internet Archive)  Info: Der Archivlink wurde automatisch eingesetzt und noch nicht geprüft. Bitte prüfe Original- und Archivlink gemäß Anleitung und entferne dann diesen Hinweis.